# Col Montagu
Le col Montagu, en anglais Montagu Pass, est un col de montagne routier situé dans la province du Cap-Occidental en Afrique du Sud, sur la route régionale entre Herold au nord et George au sud et sur la côte.
Le col a été dénommé d'après John Montagu (1797-1853), Secrétaire colonial de la Colonie du Cap dans les années 1840, et dont l'enthousiasme pour la construction routière témoigne du premier programme ambitieux en la matière en Afrique du Sud. Le col fut endommagé en novembre 1996, et fut fermé pour reconstruction pendant l'essentiel de l'année 1997. Il est désormais de nouveau ouvert. Le passage du col se fait à travers les monts Outeniqua, en passant le village de Herold jusque Uniondale.

## Histoire
George fut la première ville fondée dans la Colonie du Cap après sa prise de possession par les Britanniques en 1806. Elle fut nommée d'après George III du Royaume-Uni, souverain à l'époque. Malheureusement pour la ville côtière, la route vers l'est ne passe pas par la ville. L'impénétrable forêt de Tsitsikamma, dans la région des actuelles Knysna et Bloukrans, rend périlleux le passage près de la côte. Les voyageurs devaient donc gagner l'intérieur des terres, en passant les monts Outeniqua par le col Attaquas Kloof, situé avant le passage au niveau de George.
Les habitants de George parvinrent à obtenir en 1812 le financement pour 5 000 £ d'un passage vers le nord au niveau de la ville. Il fut baptisé du nom de col Cradock Kloof, du nom du Gouverneur John Cradock. L'ouvrage de 10 kilomètres fut exécuté en deux mois par 40 ouvriers sous commandement de Frederick Trenck. Bien que cet ouvrage connut un succès immédiat, il était d'un accès difficile : la pente atteignait 25 % par endroits, et certains convois mettaient trois jours pour franchir le col.
En 1844, un autre financement, autorisé par John Montagu, permit d'envisager la construction d'un col plus facile d'accès. Environ 250 prisonniers entamèrent la construction du col, qui fut ouvert au trafic en décembre 1847. Le passage par les monts Outeniqua prenait habituellement 3 jours en empruntant le col Cradock, et put désormais être réalisé en 3 heures. Il peut être passé de nos jours en voiture en 15 minutes.
Henry Fancourt White, un ingénieur d'expérience venu d'Australie, fut chargé de la réalisation de l'ouvrage. Son nom est perpétué par la propriété Fancourt Estate et le village de Blanco (originellement appelé White's Village). Lors de l'ascension vers le nord, l'on passe un vieux poste de péage. Cette bâtisse est maintenant déclarée Monument national, mais est actuellement piteux état pour avoir été vandalisé. Keurrivier se brug (littéralement « Pont sur la rivière Keur ») est également déclaré Monument national. Les murs le long du col datent de la construction initiale. Les lieux-dits jalonnant le col témoignent d'intéressantes histoires. Le secteur le plus étroit du col surplombant des falaises, est appelé Die Noute. Les charriots ne pouvaient s'y croiser. Plus loin se trouve le Regop Trek, la partie la plus pentue. Lorsque la route passe sous le chemin de fer, se trouve le lieu-dit Stinkhoutdraai (littéralement « Virage du bois puant ») où poussaient à profusion des stinkwoods (Ocotea bullata). Un vieil hôtel se trouve à la North Station. La plus vieille partie de la construction date de 1840.
Depuis 1951, la Route nationale N9 emprunte désormais l'Outeniqua Pass, situé sur le versant opposé de la vallée de la Klipp River, reléguant le col Montagu au rang de route secondaire touristique..

## Voie de chemin de fer
Le col est également emprunté par une voie de chemin de fer passant par les monts Outeniqua, de George à Oudtshoorn. La construction débuta en 1908 de George et 1911 d'Oudtshoorn. La voie emprunte un chemin tracé dans le roc, et sept tunnels furent construits. Jusqu'à 2 500 personnes furent affectées à cette construction. Au cours d'avril 1913, la partie la plus impressionnante était construite. Sir David de Villiers Graaff inaugura le passage le 6 août 1913. Le coût en atteint la somme faramineuse pour l'époque de 465 000 £.

## Le vieux poste de péage
Cette construction est bâtie de pierres locales et est désormais classée. Le droit de passage à l'inauguration est de 2 pences par roue et de un penny par animal de trait. 2 pences par cheval, vache, bœuf ou mule, et un demi penny par mouton, chèvre ou cochon.
Le premier percepteur fut John Kirk Smith, né à Nottingham en Angleterre en 1818.